# Euxoa nigricans
Euxoa nigricans là một loài bướm đêm thuộc họ Noctuidae. Loài này phân bố ở khắp châu Âu.

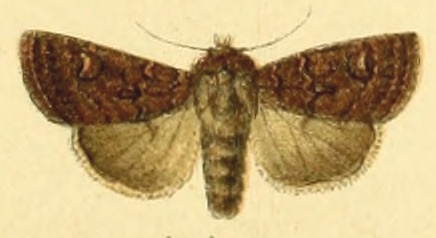
Minh họa

Sải cánh dài 32–40 mm. Bướm bay vào ban đêm trong tháng 7 và tháng 8 và nó bị thu hút bởi nhiều loài hoa và ánh đèn. Ấu trùng có màu xanh lá cây với hai dải trắng hoặc nâu mỗi bên. Nó ăn nhiều loại cây.

## Hình ảnh

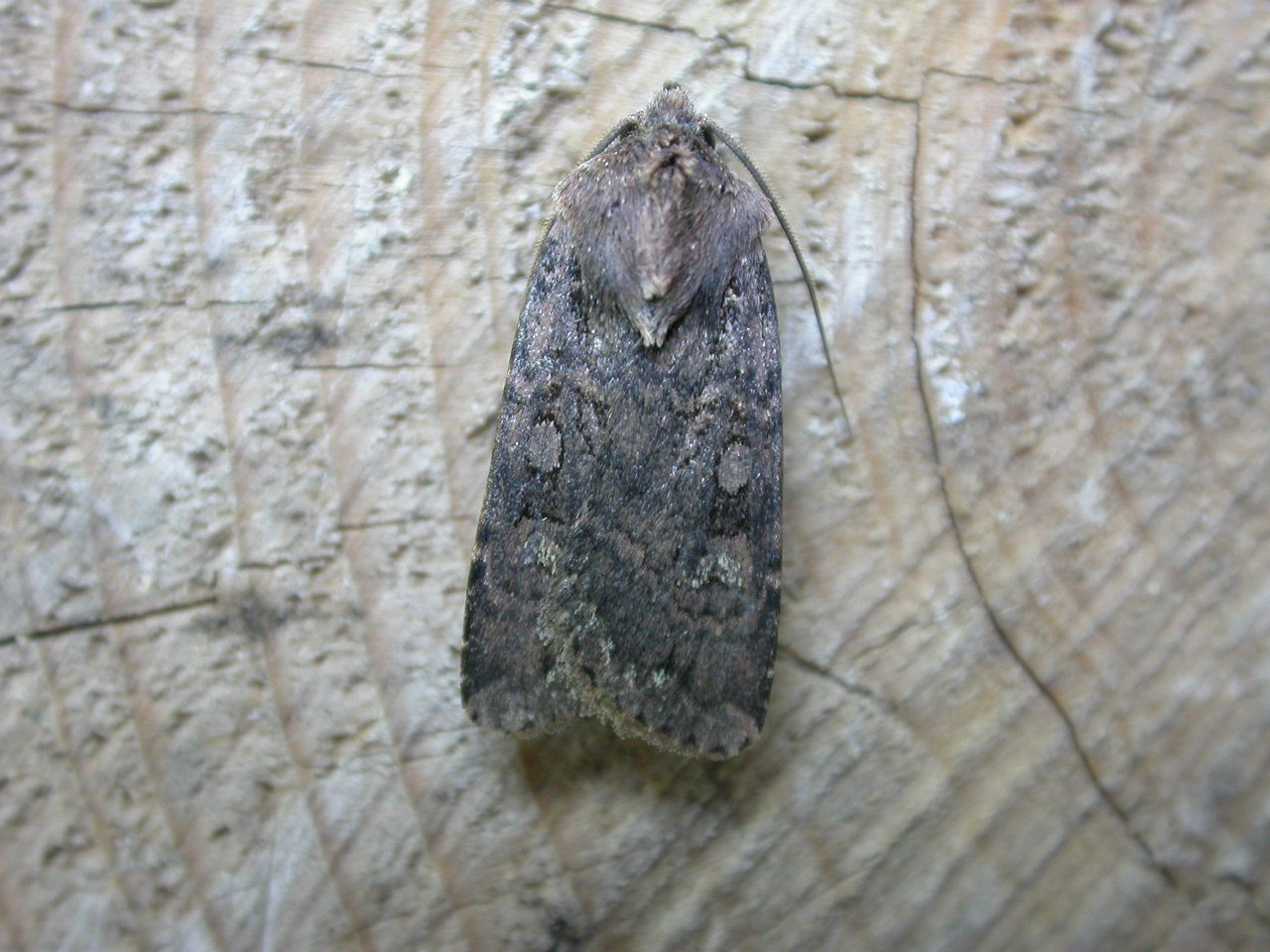
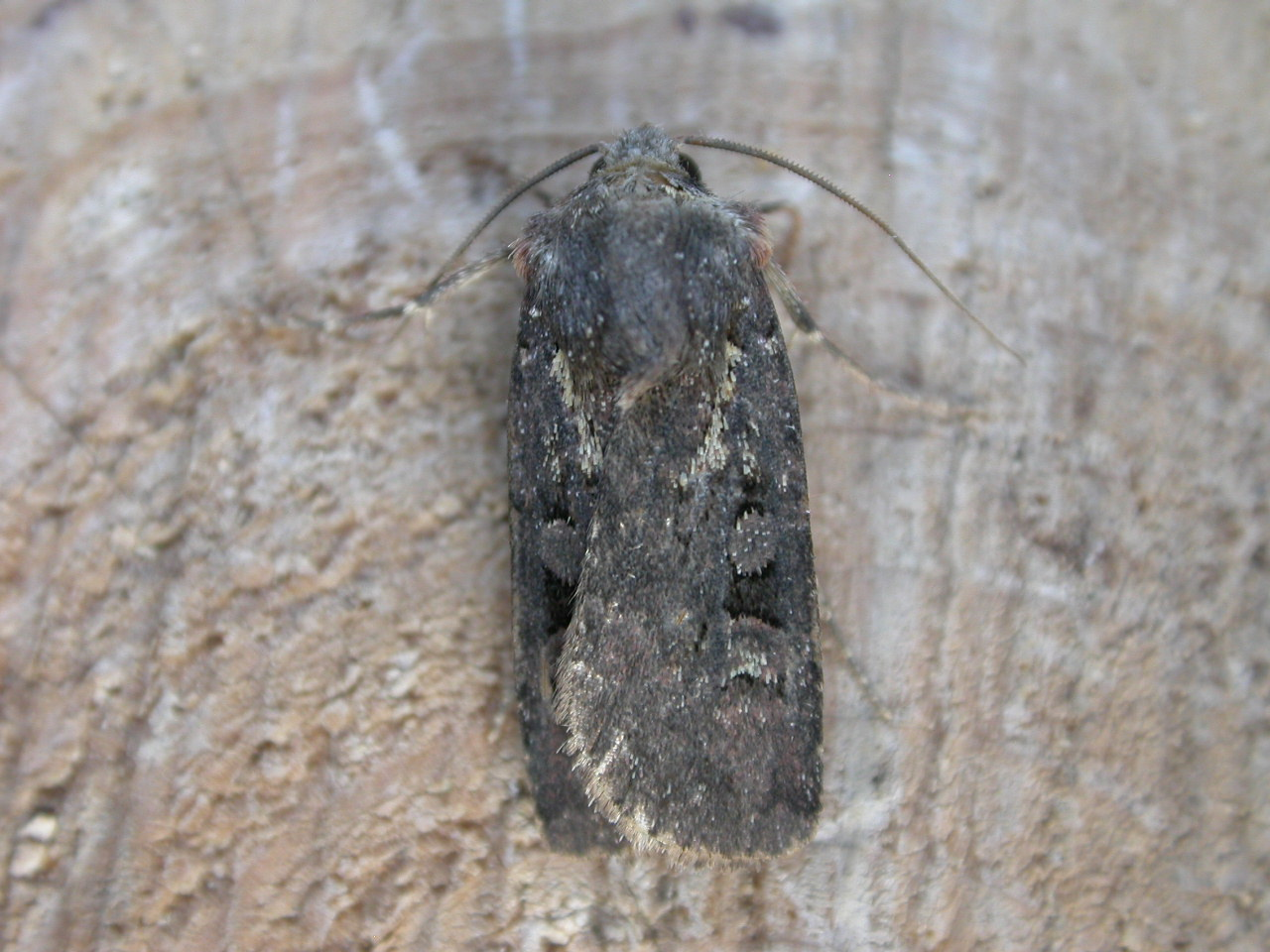
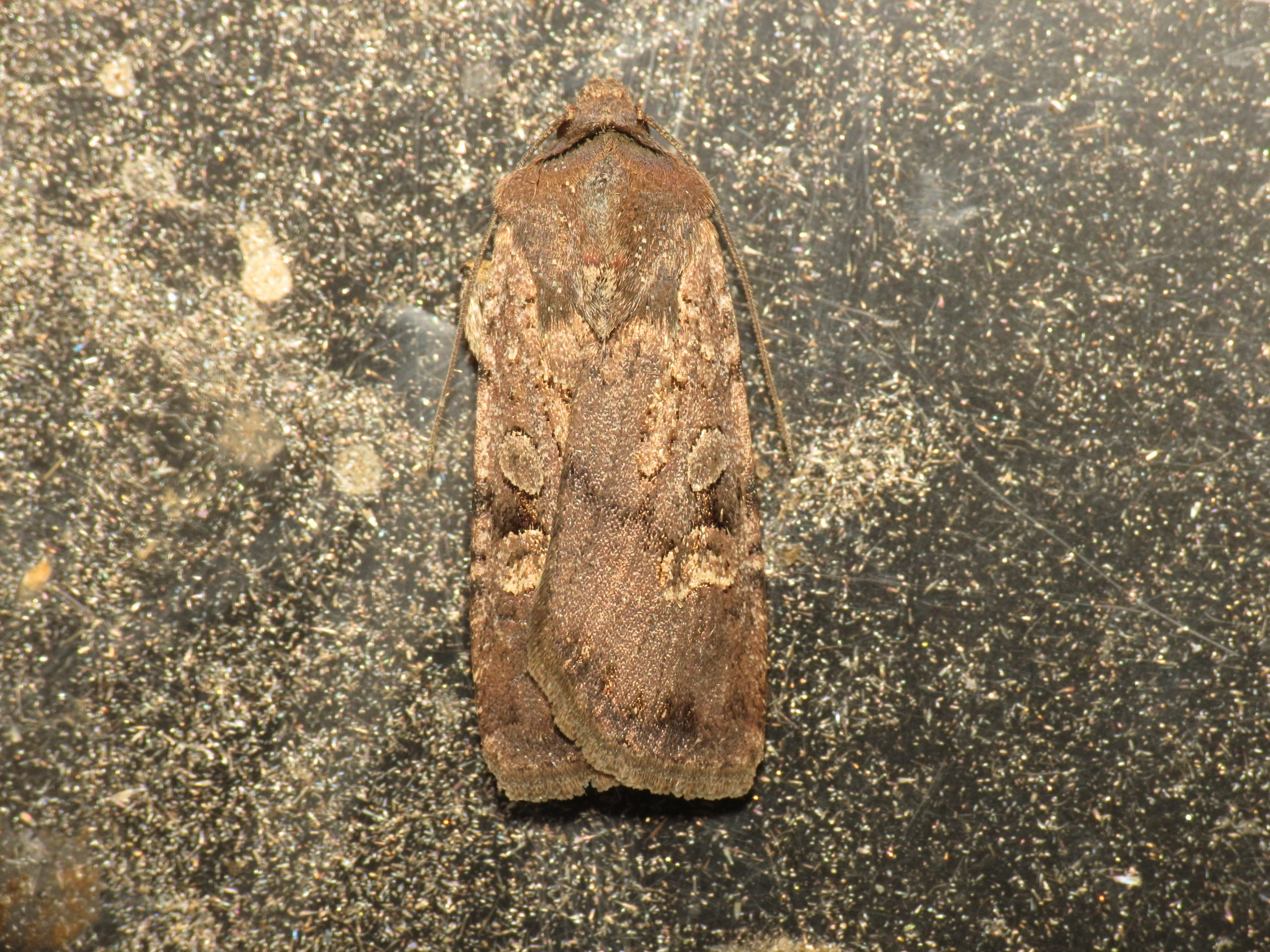
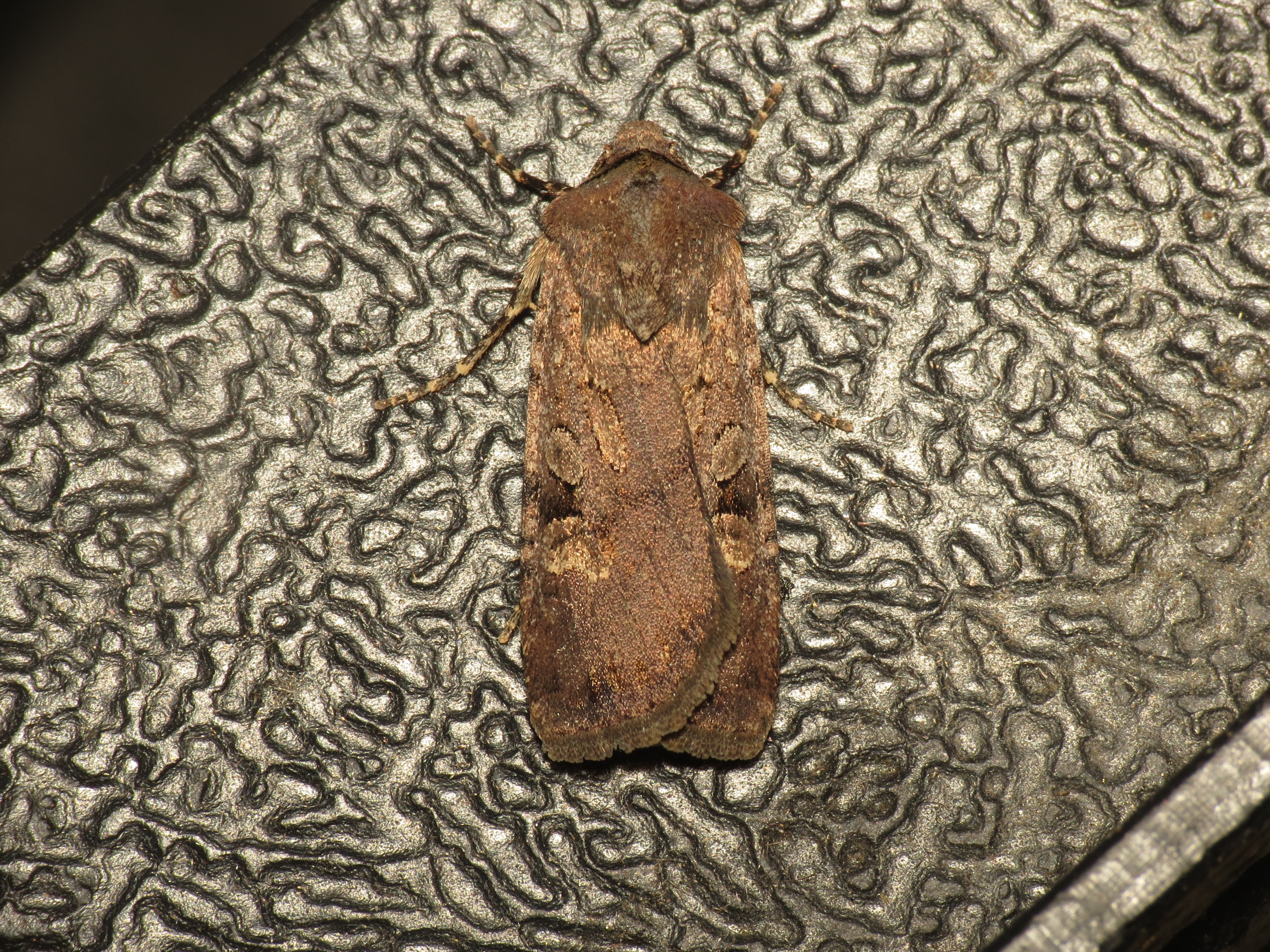

## Các cây loài nay ăn
- Allium
- Beta - Beet
- Brassica
- Daucus - Carrot
- Gossypium - Cotton plant
- Lactuca - Lettuce
- Pastinaca - Parsnip
- Phaseolus
- Poaceae - Grasses
- Polygonum - Knotgrass
- Solanum - Potato
- Trifolium - Clover
- Vitis - Grape
- Taraxacum - Dandelion